# Formule 1 v roce 1959
X. Mistrovství světa jezdců a 2. ročník poháru konstruktérů zahájila 10. května Grand Prix Monaka a po 9 závodech 12. prosince při Grand Prix USA byl znám nový mistr světa. Mistrem světa pro rok 1959 se stal jako první Australan Jack Brabham a v Poháru konstruktérů zvítězil tým Cooper.

## Pohled na sezónu
Odchod týmu Vanwall, který se předpokládá, že byl důsledkem vysoké úmrtnosti v sezóně 1958[citation needed], zanechal Ferrari jako jediný tým, který vyhrál závod v mistrovství. Stejně tak odchod Juana Manuela Fangia a Mika Hawthorna znamenal, že poprvé v historii na startu nebyl žádný mistr světa. Revoluční vozy Cooper s motorem uprostřed poháněné kompaktním Coventry-Climax o objemu 2,5 litru vyhrály pět závodů s jezdci Jackem Brabhamem, Stirlingem Mossem a Brucem McLarenem. Tým BRM také zaznamenal své první vítězství v rukou Jo Bonniera. Aston Martin představil vůz, který byl zastaralý a příliš těžký ve srovnání s Cooperem.
Grand Prix Německa se konala podruhé na vysokorychlostním okruhu AVUS, kde Jean Behra z týmu Ferrari zahynul při nehodě během nesouvisejícího závodu sportovních vozů, když řídil Porsche.
Tony Brooks z týmu Ferrari vedl boj proti vozům Cooper a před posledním závodem mohl titul získat buď on, Moss nebo Brabham. Moss odstoupil ze závodu a Brabham tak převzal vedení. Jemu však v posledním kole došlo palivo, ale dotlačil svůj vůz přes cílovou čáru na čtvrtém místě. Brooks nedokázal dosáhnout lepšího než třetího místa, a tak se Brabham stal prvním australským mistrem světa, zatímco Cooper získal titul konstruktérů.

## Pravidla
- Boduje prvních pět jezdců podle klíče:
  - 1. místo – 8 bodů
  - 2. místo – 6 bodů
  - 3. místo – 4 body
  - 4. místo – 3 body
  - 5. místo – 2 body
  - 1 bod získá pilot za nejrychlejší kolo
  - Do konečné klasifikace se započítává pouze 5 nejlepších výsledků z 9 závodů, které jsou v rámci mistrovství světa.

## Týmy a jezdci
| Tým                        | Konstruktér              | Šasi          | Motor                                  | Pneumatiky | Jezdci                   | Závody       |
| -------------------------- | ------------------------ | ------------- | -------------------------------------- | ---------- | ------------------------ | ------------ |
| Dr Ing F. Porsche KG       | Behra-Porsche-Porsche    | RSK           | Porsche 547/3 1.5 F4                   | Dunlop     | Maria Teresa de Filippis | 1            |
| Dr Ing F. Porsche KG       | Porsche                  | 718 RSK 718/2 | Porsche 547/3 1.5 F4                   | Dunlop     | Wolfgang von Trips       | 1, 6         |
| Equipe Nationale Belge     | Cooper-Climax            | T51           | Climax FPF 1.5 L4                      | Dunlop     | Lucien Bianchi           | 1            |
| Equipe Nationale Belge     | Cooper-Climax            | T51           | Climax FPF 1.5 L4                      | Dunlop     | Alain de Changy          | 1            |
| Jean Lucienbonnet          | Cooper-Climax            | T45           | Climax FPF 1.5 L4                      | Dunlop     | Jean Lucienbonnet        | 1            |
| Owen Racing Organisation   | BRM                      | P25           | BRM P25 2.5 L4                         | Dunlop     | Harry Schell             | 1, 3–8       |
| Owen Racing Organisation   | BRM                      | P25           | BRM P25 2.5 L4                         | Dunlop     | Jo Bonnier               | 1, 3–8       |
| Owen Racing Organisation   | BRM                      | P25           | BRM P25 2.5 L4                         | Dunlop     | Ron Flockhart            | 1, 4–5, 7–8  |
| Cooper Car Company         | Cooper-Climax            | T51           | Climax FPF 1.5 L4                      | Dunlop     | Bruce McLaren            | 1, 4–9       |
| Cooper Car Company         | Cooper-Climax            | T51           | Climax FPF 1.5 L4                      | Dunlop     | Jack Brabham             | 1, 3–9       |
| Cooper Car Company         | Cooper-Climax            | T51           | Climax FPF 1.5 L4                      | Dunlop     | Masten Gregory           | 1, 3–7       |
| Cooper Car Company         | Cooper-Climax            | T51           | Climax FPF 1.5 L4                      | Dunlop     | Giorgio Scarlatti        | 8            |
| R.R.C. Walker Racing Team  | Cooper-Climax            | T51           | Climax FPF 2.5 L4                      | Dunlop     | Stirling Moss            | 1, 3, 6–9    |
| R.R.C. Walker Racing Team  | Cooper-Climax            | T51           | Climax FPF 2.5 L4                      | Dunlop     | Maurice Trintignant      | 1, 3–9       |
| British Racing Partnership | BRM                      | P25           | BRM P25 2.5 L4                         | Dunlop     | Stirling Moss            | 4–5          |
| British Racing Partnership | BRM                      | P25           | BRM P25 2.5 L4                         | Dunlop     | Hans Herrmann            | 6            |
| British Racing Partnership | Cooper-Climax            | T51           | Climax FPF 1.5 L4                      | Dunlop     | Ivor Bueb                | 1            |
| British Racing Partnership | Cooper-Borgward          | T51           | Borgward 1500 RS 1.5 L4                | Dunlop     | Ivor Bueb                | 5            |
| British Racing Partnership | Cooper-Borgward          | T51           | Borgward 1500 RS 1.5 L4                | Dunlop     | Chris Bristow            | 5            |
| High Efficiency Motors     | Cooper-Maserati          | T45           | Maserati 250S 2.5 L4                   | Dunlop     | Roy Salvadori            | 1, 4, 9      |
| High Efficiency Motors     | Cooper-Maserati          | T45           | Maserati 250S 2.5 L4                   | Dunlop     | Jack Fairman             | 8            |
| High Efficiency Motors     | Cooper-Climax            | T45           | Climax FPF 2.5 L4                      | Dunlop     | Jack Fairman             | 5            |
| Lotus                      | Lotus-Climax             | 16            | Climax FPF 2.5 L4                      | Dunlop     | Graham Hill              | 1, 3–8       |
| Lotus                      | Lotus-Climax             | 16            | Climax FPF 2.5 L4                      | Dunlop     | Pete Lovely              | 1            |
| Lotus                      | Lotus-Climax             | 16            | Climax FPF 2.5 L4                      | Dunlop     | Innes Ireland            | 3–4, 6–9     |
| Lotus                      | Lotus-Climax             | 16            | Climax FPF 2.5 L4                      | Dunlop     | Alan Stacey              | 5, 9         |
| John Fisher                | Lotus-Climax             | 16            | Climax FPF 1.5 L4                      | Dunlop     | Bruce Halford            | 1            |
| Scuderia Ferrari           | Ferrari                  | 246 156       | Ferrari 155 2.4 V6 Ferrari D156 1.5 V6 | Dunlop     | Jean Behra               | 1, 3–4       |
| Scuderia Ferrari           | Ferrari                  | 246 156       | Ferrari 155 2.4 V6 Ferrari D156 1.5 V6 | Dunlop     | Phil Hill                | 1, 3–4, 6–9  |
| Scuderia Ferrari           | Ferrari                  | 246 156       | Ferrari 155 2.4 V6 Ferrari D156 1.5 V6 | Dunlop     | Tony Brooks              | 1, 3–4, 6–9  |
| Scuderia Ferrari           | Ferrari                  | 246 156       | Ferrari 155 2.4 V6 Ferrari D156 1.5 V6 | Dunlop     | Cliff Allison            | 1, 3, 6, 8–9 |
| Scuderia Ferrari           | Ferrari                  | 246 156       | Ferrari 155 2.4 V6 Ferrari D156 1.5 V6 | Dunlop     | Olivier Gendebien        | 4, 8         |
| Scuderia Ferrari           | Ferrari                  | 246 156       | Ferrari 155 2.4 V6 Ferrari D156 1.5 V6 | Dunlop     | Dan Gurney               | 4, 6–8       |
| Scuderia Ferrari           | Ferrari                  | 246 156       | Ferrari 155 2.4 V6 Ferrari D156 1.5 V6 | Dunlop     | Wolfgang von Trips       | 9            |
| Scuderia Ugolini           | Maserati                 | 250F          | Maserati 250F1 2.5 L6                  | Dunlop     | Giorgio Scarlatti        | 1, 4         |
| Scuderia Ugolini           | Maserati                 | 250F          | Maserati 250F1 2.5 L6                  | Dunlop     | Carel Godin de Beaufort  | 4            |
| Monte Carlo Auto Sport     | Maserati                 | 250F          | Maserati 250F1 2.5 L6                  | Dunlop     | André Testut             | 1            |
| David Brown Corporation    | Aston Martin             | DBR4          | Aston Martin RB6 2.5 L6                | Avon       | Roy Salvadori            | 3, 5, 7–8    |
| David Brown Corporation    | Aston Martin             | DBR4          | Aston Martin RB6 2.5 L6                | Avon       | Carroll Shelby           | 3, 5, 7–8    |
| Ecurie Maarsbergen         | Porsche                  | 718 RSK       | Porsche 547/3 1.5 F4                   | Dunlop     | Carel Godin de Beaufort  | 3            |
| Scuderia Centro Sud        | Cooper-Maserati          | T51           | Maserati 250S 2.5 L4                   | Dunlop     | Ian Burgess              | 4–6, 8       |
| Scuderia Centro Sud        | Cooper-Maserati          | T51           | Maserati 250S 2.5 L4                   | Dunlop     | Colin Davis              | 4, 8         |
| Scuderia Centro Sud        | Cooper-Maserati          | T51           | Maserati 250S 2.5 L4                   | Dunlop     | Hans Herrmann            | 5            |
| Scuderia Centro Sud        | Cooper-Maserati          | T51           | Maserati 250S 2.5 L4                   | Dunlop     | Mario Araujo de Cabral   | 7            |
| Scuderia Centro Sud        | Maserati                 | 250F          | Maserati 250F1 2.5 L6                  | Dunlop     | Asdrúbal Fontes Bayardo  | 4            |
| Scuderia Centro Sud        | Maserati                 | 250F          | Maserati 250F1 2.5 L6                  | Dunlop     | Fritz d'Orey             | 4–5          |
| Vandervell Products        | Vanwall                  | VW 59         | Vanwall 254 2.5 L4                     | Dunlop     | Tony Brooks              | 5            |
| J.B. Naylor                | JBW-Maserati             | 59            | Maserati 250S 2.5 L4                   | Dunlop     | Brian Naylor             | 5            |
| Ace Garage – Rotherham     | Cooper-Climax            | T51           | Climax FPF 1.5 L4                      | Dunlop     | Trevor Taylor            | 5            |
| Alan Brown Equipe          | Cooper-Climax            | T45           | Climax FPF 1.5 L4                      | Dunlop     | Mike Taylor              | 5            |
| Alan Brown Equipe          | Cooper-Climax            | T45           | Climax FPF 1.5 L4                      | Dunlop     | Peter Ashdown            | 5            |
| Gilby Engineering          | Cooper-Climax            | T43           | Climax FPF 1.5 L4                      | Dunlop     | Keith Greene             | 5            |
| United Racing Stable       | Cooper-Climax            | T51           | Climax FPF 1.5 L4                      | Dunlop     | Bill Moss                | 5            |
| R.H.H. Parnell             | Cooper-Climax            | T51 T45       | Climax FPF 1.5 L4                      | Dunlop     | Henry Taylor             | 5            |
| R.H.H. Parnell             | Cooper-Climax            | T51 T45       | Climax FPF 1.5 L4                      | Dunlop     | Tim Parnell              | 5            |
| David Fry                  | Fry-Climax               | F2            | Climax FPF 1.5 L4                      | Dunlop     | Mike Parkes              | 5            |
| Dennis Taylor              | Lotus-Climax             | 12            | Climax FPF 1.5 L4                      | Dunlop     | Dennis Taylor            | 5            |
| Dorchester Service Station | Lotus-Climax             | 16            | Climax FPF 1.5 L4                      | Dunlop     | David Piper              | 5            |
| Jean Behra                 | Behra-Porsche-Porsche    | RSK           | Porsche 547/3 1.5 F4                   | Dunlop     | Jean Behra               | 6            |
| Ottorino Volonterio        | Maserati                 | 250F          | Maserati 250F1 2.5 L6                  | Dunlop     | Giulio Cabianca          | 8            |
| Leader Cards Inc.          | Kurtis Kraft-Offenhauser | Midget        | Offenhauser 1.7 L4                     | Firestone  | Rodger Ward              | 9            |
| OSCA Automobili            | Cooper-OSCA              | T43           | OSCA 2.0 L4                            | Dunlop     | Alejandro de Tomaso      | 9            |
| Camoradi USA               | Tec-Mec-Maserati         | F415          | Maserati 250F1 2.5 L6                  | Dunlop     | Fritz d'Orey             | 9            |
| Taylor-Crawley Racing Team | Cooper-Climax            | T45           | Climax FPF 2.5 L4                      | Dunlop     | George Constantine       | 9            |
| Blanchard Automobile Co.   | Porsche                  | 718 RSK       | Porsche 547/3 1.5 F4                   | Firestone  | Harry Blanchard          | 9            |
| Connaught Cars-Paul Emery  | Connaught-Alta           | C             | Alta GP 2.5 L4                         | Dunlop     | Bob Said                 | 9            |
| Ecurie Bleue               | Cooper-Climax            | T51           | Climax FPF 2.5 L4                      | Dunlop     | Harry Schell             | 9            |
| Phil Cade                  | Maserati                 | 250F          | Maserati 250F1 2.5 L6                  | Dunlop     | Phil Cade                | 9            |

## Závody započítávané do MS
| Datum              | Grand Prix                          | Náhled | Akce           | Jezdec               | Vůz                | Stav MS      |
| ------------------ | ----------------------------------- | ------ | -------------- | -------------------- | ------------------ | ------------ |
| 1. GP 10. květen   | Monako Circuit de Monaco (Výsledky) |        | Závod          | Jack Brabham         | Cooper-Climax T51  | Jack Brabham |
| 1. GP 10. květen   | Monako Circuit de Monaco (Výsledky) | Kolo   | Jack Brabham   | Cooper-Climax T51    |                    | Jack Brabham |
| 1. GP 10. květen   | Monako Circuit de Monaco (Výsledky) | Pole   | Stirling Moss  | Cooper-Climax T51    |                    | Jack Brabham |
| 2. GP 30. květen   | Indy 500 Indianapolis (Výsledky)    |        | Závod          | Rodger Ward          | Watson-Offenhauser | Jack Brabham |
| 2. GP 30. květen   | Indy 500 Indianapolis (Výsledky)    | Kolo   | Johnny Thomson | Lesovsky-Offenhauser |                    | Jack Brabham |
| 2. GP 30. květen   | Indy 500 Indianapolis (Výsledky)    | Pole   | Johnny Thomson | Lesovsky-Offenhauser |                    | Jack Brabham |
| 3. GP 31. květen   | Nizozemsko Zandvoort (Výsledky)     |        | Závod          | Jo Bonnier           | BRM P25            | Jack Brabham |
| 3. GP 31. květen   | Nizozemsko Zandvoort (Výsledky)     | Kolo   | Stirling Moss  | Cooper-Climax T51    |                    | Jack Brabham |
| 3. GP 31. květen   | Nizozemsko Zandvoort (Výsledky)     | Pole   | Jo Bonnier     | BRM P25              |                    | Jack Brabham |
| 4. GP 5. červenec  | Francie Remeš (Výsledky)            |        | Závod          | Tony Brooks          | Ferrari D246       | Jack Brabham |
| 4. GP 5. červenec  | Francie Remeš (Výsledky)            | Kolo   | Stirling Moss  | Cooper-Climax T51    |                    | Jack Brabham |
| 4. GP 5. červenec  | Francie Remeš (Výsledky)            | Pole   | Tony Brooks    | Ferrari D246         |                    | Jack Brabham |
| 5. GP 18. červenec | Velká Británie Aintree (Výsledky)   |        | Závod          | Jack Brabham         | Cooper-Climax T51  | Jack Brabham |
| 5. GP 18. červenec | Velká Británie Aintree (Výsledky)   | Kolo   | Stirling Moss  | Cooper-Climax T51    |                    | Jack Brabham |
| 5. GP 18. červenec | Velká Británie Aintree (Výsledky)   | Pole   | Jack Brabham   | Cooper-Climax T51    |                    | Jack Brabham |
| 6. GP 2. srpen     | Německo AVUS (Výsledky)             |        | Závod          | Tony Brooks          | Ferrari D246       | Jack Brabham |
| 6. GP 2. srpen     | Německo AVUS (Výsledky)             | Kolo   | Tony Brooks    | Ferrari D246         |                    | Jack Brabham |
| 6. GP 2. srpen     | Německo AVUS (Výsledky)             | Pole   | Tony Brooks    | Ferrari D246         |                    | Jack Brabham |
| 7. GP 23. srpen    | Portugalsko Monsanto (Výsledky)     |        | Závod          | Stirling Moss        | Cooper-Climax T51  | Jack Brabham |
| 7. GP 23. srpen    | Portugalsko Monsanto (Výsledky)     | Kolo   | Stirling Moss  | BRM P25              |                    | Jack Brabham |
| 7. GP 23. srpen    | Portugalsko Monsanto (Výsledky)     | Pole   | Stirling Moss  | Cooper-Climax T51    |                    | Jack Brabham |
| 8. GP 13. září     | Itálie Monza (Výsledky)             |        | Závod          | Stirling Moss        | Cooper-Climax T51  | Jack Brabham |
| 8. GP 13. září     | Itálie Monza (Výsledky)             | Kolo   | Phil Hill      | Ferrari D246         |                    | Jack Brabham |
| 8. GP 13. září     | Itálie Monza (Výsledky)             | Pole   | Stirling Moss  | Cooper-Climax T51    |                    | Jack Brabham |
| 9. GP 12. prosinec | USA Sebring (Výsledky)              |        | Závod          | Stirling Moss        | Cooper-Climax T51  | Jack Brabham |
| 9. GP 12. prosinec | USA Sebring (Výsledky)              | Kolo   | Phil Hill      | Ferrari D246         |                    | Jack Brabham |
| 9. GP 12. prosinec | USA Sebring (Výsledky)              | Pole   | Stirling Moss  | Cooper-Climax T51    |                    | Jack Brabham |

### Monako
V prvním závodě sezóny, který se jel v ulicích Monaka, zvítězil Australan Jack Brabham, poté, co Stirling Moss, který do té doby vedl většinu závodu, nedokončil, protože mu v 81. kole odešla převodovka. Na druhém místě dojel Tony Brooks a poslední příčku na stupních vítězů získal Maurice Trintignant.

### Indianapolis 500
Na oválu v Indianapolis si pro vítězství dojel bývalý armádní pilot z druhé světové války Rodger Ward. Druhý dokončil Jim Rathmann a Johnny Thomson, který i přes pole position a nejrychlejší kolo nedokázal dokončit lépe než třetí.

### Nizozemsko
Právě 1 den po závodě Indianapolis 500 se jela Velká cena Nizozemska, kterou ovládl Švéd Jo Bonnier. Byla to jeho první a také poslední výhra ve Formulu 1, po celou dobu jeho desetileté kariéry. Druhý Jack Brabham navýšil vedení na Tonyho Brookse a Stirlinga Mosse, kteří oba nedokončili. Třetí dojel Američan Masten Gregory.

### Francie
Na jednoduchém a rychlém okruhu Reims-Gueux ve Francii byl s přehledem nejrychelší Tony Brooks, který získal pole position a vedl každé kolo v zavodě. O Grand Slam ho ve 40. kole připravil Stirling Moss s nejrychelším kolem. Druhý skončil Phil Hill a třetí Jack Brabham.

### Velká Británie
Stejný výkon jako Tony Brooks ve Francii, předvedl Jack Brabham ve Velké Británii. Po zisku pole position také vedl všechna kola, ale bod za nejrychlejší kolo si rozdělil Stirling Moss a Bruce McLaren, kteří zajeli na setinu sekundy stejné kolo. Oba také skončili na pódiu, Stirling Moss druhý a Bruce McLaren třetí.

### Německo
Velká cena Německa se pořádala na velmi specifické trati AVUS, která měla pouze 4 zatáčky, které byli na kocích 2 velmi dlouhých rovinek. Jedna z rovinek byla zakončena ikonickou "Zdí smrti", která byla klopená zatáčka natočená o 43 stupňů. Na této extrémně nebezpečné trati, která se téměř pořád jela na plný plyn, zvítězil Tony Brooks a za ním 2 Američani, Dan Gurney a Phil Hill.

### Portugalsko
Svou jedinou účast v kalendáři neměl pouze AVUS, ale také okruh v Portugalsku poblíž stejnojmenného města Monsanto. Po celý závodní víkend dominoval Stirling Moss, když v kvalifikaci nadělil druhému Jacku Brabhamovi celé 2 sekundy. V závodě získal nejrychlejší kolo a po startu z pole position vedl také každé kolo. V závodě předjel všechny jezdce alespoň o kolo a získal svůj jediný Grand Slam. 2 jezdci z USA doplnili pódiové umístění, jímž byli Masten Gregory a Dan Gurney.

### Itálie
Na legendární trati v Monze zvítězil Stirling Moss a přiživil své šance na titul. Druhý dokončil Phil Hill a třetí Jack Brabham.

### USA
4 měsice museli jezdci čekat na rozhodující závod o zisku titulu ve Formuli 1 sezóny 1959. Do závodu šel Jack Brabham jako vedoucí šampionátu o 2.5 bodu před Stirlingem Mossem a 5 bodů před Tony Brooksem. Šance Stirlinga Mosse však v pátem kole zhatily potíže s převodovkou. Na třetí trati sezóny, která se už ve Formuli 1 vícekrát neběvila zvítězil Bruce McLaren, druhý byl Maurice Trintignant a třetí Tony Brooks. Pouze 4 body pro Brookse znamenaly že se Jack Brabham stal, s náskokem čtyř bodů, šampion Formule 1.

## Konečné hodnocení Mistrovství Světa
Prvních pět závodníkům bylo v každém závodě uděleny mistrovské body v rozmezí 8–6–4–3–2, přičemž další bod byl přidělen jezdci, který zajel nejrychlejší kolo závodu.
| *  | Jezdec                   | MON | 500 | NED | FRA | GBR | GER | POR | ITA | USA | Body    |
| -- | ------------------------ | --- | --- | --- | --- | --- | --- | --- | --- | --- | ------- |
| 1  | Jack Brabham             | 1   |     | 2   | 3   | 1   | Ret | Ret | 3   | (4) | 31 (34) |
| 2  | Tony Brooks              | 2   |     | Ret | 1   | Ret | 1   | 9   | Ret | 3   | 27      |
| 3  | Stirling Moss            | Ret |     | Ret | DSQ | 2   | Ret | 1   | 1   | Ret | 25.5    |
| 4  | Phil Hill                | 4   |     | 6   | 2   |     | 3   | Ret | 2   | Ret | 20      |
| 5  | Maurice Trintignant      | 3   |     | 8   | 11  | 5   | 4   | 4   | 9   | 2   | 19      |
| 6  | Bruce McLaren            | 5   |     |     | 5   | 3   | Ret | Ret | Ret | 1   | 16.5    |
| 7  | Dan Gurney               |     |     |     | Ret |     | 2   | 3   | 4   |     | 13      |
| 8  | Jo Bonnier               | Ret |     | 1   | Ret | Ret | 5   | Ret | 8   |     | 10      |
| 9  | Masten Gregory           | Ret |     | 3   | Ret | 7   | Ret | 2   |     |     | 10      |
| 10 | Rodger Ward              |     | 1   |     |     |     |     |     |     | Ret | 8       |
| 11 | Jim Rathmann             |     | 2   |     |     |     |     |     |     |     | 6       |
| 12 | Johnny Thomson           |     | 3   |     |     |     |     |     |     |     | 5       |
| 13 | Harry Schell             | Ret |     | Ret | 7   | 4   | 7   | 5   | 7   | Ret | 5       |
| 14 | Innes Ireland            |     |     | 4   | Ret |     | Ret | Ret | Ret | 5   | 5       |
| 15 | Olivier Gendebien        |     |     |     | 4   |     |     |     | 6   |     | 3       |
| 16 | Tony Bettenhausen        |     | 4   |     |     |     |     |     |     |     | 3       |
| 17 | Cliff Allison            | Ret |     | 9   |     |     | Ret |     | 5   | Ret | 2       |
| 18 | Jean Behra               | Ret |     | 5   | Ret |     | DNS |     |     |     | 2       |
| 19 | Paul Goldsmith           |     | 5   |     |     |     |     |     |     |     | 2       |
| —  | Roy Salvadori            | 6   |     | Ret | Ret | 6   |     | 6   | Ret | Ret | 0       |
| —  | Ron Flockhart            | Ret |     |     | 6   | Ret |     | 7   | 13  |     | 0       |
| —  | Ian Burgess              |     |     |     | Ret | Ret | 6   |     | 14  |     | 0       |
| —  | Wolfgang von Trips       | Ret |     |     |     |     | DNS |     |     | 6   | 0       |
| —  | Johnny Boyd              |     | 6   |     |     |     |     |     |     |     | 0       |
| —  | Graham Hill              | Ret |     | 7   | Ret | 9   | Ret | Ret | Ret |     | 0       |
| —  | Duane Carter             |     | 7   |     |     |     |     |     |     |     | 0       |
| —  | Harry Blanchard          |     |     |     |     |     |     |     |     | 7   | 0       |
| —  | Carroll Shelby           |     |     | Ret |     | Ret |     | 8   | 10  |     | 0       |
| —  | Giorgio Scarlatti        | DNQ |     |     | 8   |     |     |     | 12  |     | 0       |
| —  | Alan Stacey              |     |     |     |     | 8   |     |     |     | Ret | 0       |
| —  | Eddie Johnson            |     | 8   |     |     |     |     |     |     |     | 0       |
| —  | Carel Godin de Beaufort  |     |     | 10  | 9   |     |     |     |     |     | 0       |
| —  | Paul Russo               |     | 9   |     |     |     |     |     |     |     | 0       |
| —  | Fritz d'Orey             |     |     |     | 10  | Ret |     |     |     | Ret | 0       |
| —  | A. J. Foyt               |     | 10  |     |     |     |     |     |     |     | 0       |
| —  | Chris Bristow            |     |     |     |     | 10  |     |     |     |     | 0       |
| —  | Mario de Araujo Cabral   |     |     |     |     |     |     | 10  |     |     | 0       |
| —  | Colin Davis              |     |     |     | Ret |     |     |     | 11  |     | 0       |
| —  | Gene Hartley             |     | 11  |     |     |     |     |     |     |     | 0       |
| —  | Henry Taylor             |     |     |     |     | 11  |     |     |     |     | 0       |
| —  | Bob Veith                |     | 12  |     |     |     |     |     |     |     | 0       |
| —  | Peter Ashdown            |     |     |     |     | 12  |     |     |     |     | 0       |
| —  | Al Herman                |     | 13  |     |     |     |     |     |     |     | 0       |
| —  | Ivor Bueb                | DNQ |     |     |     | 13  |     |     |     |     | 0       |
| —  | Jimmy Daywalt            |     | 14  |     |     |     |     |     |     |     | 0       |
| —  | Chuck Arnold             |     | 15  |     |     |     |     |     |     |     | 0       |
| —  | Giulio Cabianca          |     |     |     |     |     |     |     | 15  |     | 0       |
| —  | Jim McWithey             |     | 16  |     |     |     |     |     |     |     | 0       |
| —  | Hans Herrmann            |     |     |     |     | Ret | Ret |     |     |     | 0       |
| —  | Jack Fairman             |     |     |     |     | Ret |     |     | Ret |     | 0       |
| —  | Bruce Halford            | Ret |     |     |     |     |     |     |     |     | 0       |
| —  | Eddie Sachs              |     | Ret |     |     |     |     |     |     |     | 0       |
| —  | Al Keller                |     | Ret |     |     |     |     |     |     |     | 0       |
| —  | Dick Rathmann            |     | Ret |     |     |     |     |     |     |     | 0       |
| —  | Bill Cheesbourg          |     | Ret |     |     |     |     |     |     |     | 0       |
| —  | Don Freeland             |     | Ret |     |     |     |     |     |     |     | 0       |
| —  | Ray Crawford             |     | Ret |     |     |     |     |     |     |     | 0       |
| —  | Don Branson              |     | Ret |     |     |     |     |     |     |     | 0       |
| —  | Bob Christie             |     | Ret |     |     |     |     |     |     |     | 0       |
| —  | Bobby Grim               |     | Ret |     |     |     |     |     |     |     | 0       |
| —  | Jack Turner              |     | Ret |     |     |     |     |     |     |     | 0       |
| —  | Jud Larson               |     | Ret |     |     |     |     |     |     |     | 0       |
| —  | Jimmy Bryan              |     | Ret |     |     |     |     |     |     |     | 0       |
| —  | Red Amick                |     | Ret |     |     |     |     |     |     |     | 0       |
| —  | Len Sutton               |     | Ret |     |     |     |     |     |     |     | 0       |
| —  | Pat Flaherty             |     | Ret |     |     |     |     |     |     |     | 0       |
| —  | Mike Magill              |     | Ret |     |     |     |     |     |     |     | 0       |
| —  | Chuck Weyant             |     | Ret |     |     |     |     |     |     |     | 0       |
| —  | Brian Naylor             |     |     |     |     | Ret |     |     |     |     | 0       |
| —  | David Piper              |     |     |     |     | Ret |     |     |     |     | 0       |
| —  | Mike Taylor              |     |     |     |     | Ret |     |     |     |     | 0       |
| —  | Alejandro de Tomaso      |     |     |     |     |     |     |     |     | Ret | 0       |
| —  | George Constantine       |     |     |     |     |     |     |     |     | Ret | 0       |
| —  | Bob Said                 |     |     |     |     |     |     |     |     | Ret | 0       |
| —  | Alain de Changy          | DNQ |     |     |     |     |     |     |     |     | 0       |
| —  | Lucien Bianchi           | DNQ |     |     |     |     |     |     |     |     | 0       |
| —  | Maria Teresa de Filippis | DNQ |     |     |     |     |     |     |     |     | 0       |
| —  | Pete Lovely              | DNQ |     |     |     |     |     |     |     |     | 0       |
| —  | Jean Lucienbonnet        | DNQ |     |     |     |     |     |     |     |     | 0       |
| —  | André Testut             | DNQ |     |     |     |     |     |     |     |     | 0       |
| —  | Bill Moss                |     |     |     |     | DNQ |     |     |     |     | 0       |
| —  | Keith Greene             |     |     |     |     | DNQ |     |     |     |     | 0       |
| —  | Mike Parkes              |     |     |     |     | DNQ |     |     |     |     | 0       |
| —  | Trevor Taylor            |     |     |     |     | DNQ |     |     |     |     | 0       |
| —  | Dennis Taylor            |     |     |     |     | DNQ |     |     |     |     | 0       |
| —  | Tim Parnell              |     |     |     |     | DNQ |     |     |     |     | 0       |
| —  | Asdrúbal Fontes Bayardo  |     |     |     | DNS |     |     |     |     |     | 0       |
| —  | Phil Cade                |     |     |     |     |     |     |     |     | DNS | 0       |
| *  | Jezdec                   | MON | 500 | NED | FRA | GBR | GER | POR | ITA | USA | Body    |

| Legenda k tabulce | Legenda k tabulce                                                                       |
| Barva             | Výsledek                                                                                |
| ----------------- | --------------------------------------------------------------------------------------- |
| Zlatá             | Vítěz                                                                                   |
| Stříbrná          | 2. místo                                                                                |
| Bronzová          | 3. místo                                                                                |
| Zelená            | Bodované umístění                                                                       |
| Modrá             | Nebodované umístění                                                                     |
| Modrá             | Dokončil neklasifikován (NC)                                                            |
| Fialová           | Odstoupil (Ret)                                                                         |
| Červená           | Nekvalifikoval se (DNQ)                                                                 |
| Červená           | Nepředkvalifikoval se (DNPQ)                                                            |
| Černá             | Diskvalifikován (DSQ)                                                                   |
| Bílá              | Nestartoval (DNS)                                                                       |
| Bílá              | Závod zrušen (C)                                                                        |
| Světle modrá      | Pouze trénoval (PO)                                                                     |
| Světle modrá      | Páteční testovací jezdec (TD)                                                           |
| Bez barvy         | Netrénoval (DNP)                                                                        |
| Bez barvy         | Vyřazen (EX)                                                                            |
| Bez barvy         | Nepřijel (DNA)                                                                          |
| Bez barvy         | Odvolal účast (WD)                                                                      |
| Bez barvy         | Nezúčastnil se (prázdné)                                                                |
| Označení          | Význam                                                                                  |
| Tučnost           | Pole position                                                                           |
| Kurzíva           | Nejrychlejší kolo                                                                       |
| †                 | Jezdec nedojel do cíle, ale byl klasifikován, protože odjel více než 90 % délky závodu. |
| ‡                 | Byl udělován poloviční počet bodů, protože bylo odjeto méně než 75 % délky závodu.      |
| Horní index       | Umístění bodujících jezdců ve sprintu                                                   |

### Pohár konstruktérů
| * | Konstruktér              | MON | NED | FRA | GBR | GER | POR | ITA | USA | Body    |
| - | ------------------------ | --- | --- | --- | --- | --- | --- | --- | --- | ------- |
| 1 | Cooper-Climax            | 1   | (2) | (3) | 1   | (4) | 1   | 1   | 1   | 40 (53) |
| 2 | Ferrari                  | 2   | (5) | 1   |     | 1   | 3   | 2   | (3) | 32 (38) |
| 3 | BRM                      | Ret | 1   | 6   | 2   | 5   | 5   | 7   |     | 18      |
| 4 | Lotus-Climax             | Ret | 4   | Ret | 8   | Ret | Ret | Ret | 5   | 5       |
| — | Cooper-Maserati          | 6   |     | Ret | Ret | 6   | 10  | 11  | Ret | 0       |
| — | Aston Martin             |     | Ret |     | 6   |     | 6   | 10  |     | 0       |
| — | Porsche                  | Ret | 10  |     |     | DNS |     |     | 7   | 0       |
| — | Maserati                 | DNQ |     | 8   | Ret | WD  | WD  | 15  | DNS | 0       |
| — | Cooper-Borgward          |     |     |     | 10  |     |     |     |     | 0       |
| — | JBW-Maserati             |     |     |     | Ret |     |     |     |     | 0       |
| — | Vanwall                  |     |     |     | Ret |     |     |     |     | 0       |
| — | Kurtis Kraft-Offenhauser |     |     |     |     |     |     |     | Ret | 0       |
| — | Cooper-OSCA              |     |     |     |     |     |     |     | Ret | 0       |
| — | Tec-Mec-Maserati         |     |     |     |     |     |     |     | Ret | 0       |
| — | Connaught-Alta           |     |     |     | WD  |     |     |     | Ret | 0       |
| — | Behra-Porsche-Porsche    | DNQ |     |     |     | DNS |     |     |     | 0       |
| — | Fry-Climax               |     |     |     | DNQ |     |     |     |     | 0       |
| * | Konstruktér              | MON | NED | FRA | GBR | GER | POR | ITA | USA | Body    |